# Hirpida
Hirpida este un gen de molii din familia Saturniidae. 

## Specii
- Hirpida boloviochoba Brechlin & Meister, 2010
- Hirpida choba (Druce, 1904)
- Hirpida chuquisaciana Brechlin & Meister, 2010
- Hirpida gaujoni (Dognin, 1894)
- Hirpida junopascoensis Brechlin & Meister, 2010
- Hirpida juyjuylinea Brechlin & Meister, 2010
- Hirpida levis (F. Johnson & Michener, 1948)
- Hirpida levocuscoensis Brechlin & Meister, 2010
- Hirpida levopascoensis Brechlin & Meister, 2010
- Hirpida mavanschaycki Brechlin & Meister, 2010
- Hirpida nigrolinea (Druce, 1904)
- Hirpida olgae Brechlin & Meister, 2010
- Hirpida pomacochasensis Brechlin & Meister, 2010
- Hirpida santacruziana Brechlin & Meister, 2010
- Hirpida sinjaevorum Brechlin & Meister, 2010